# 嘆簫協奏曲
嘆簫協奏曲翁自得作曲，盧亮輝配器，2008年完成。作者感嘆自退出國樂界近30年來，專為簫而寫的曲太少，因而創作此曲。
樂曲結構：
1. 自由版，簫以一聲嘆息，跳躍兩個八度的劇烈強弱對比，引出了序曲；接著運用一連串歷音，以及連續快速半音音階，表達如激流般高昂的情緒。
2. 慢版主題，再嘆世間常有許多無奈，旋律加入半音音階句型，使本段在傳統中多添了創新的風貌。
3. 稍快版，以高難度的四連音，從指尖宣洩出扣人心弦的樂音，展現了較為前衛的簫聲響，再運用轉調手法變換空間與色彩，豐富了樂曲的多樣性。
4. 主題再現，以熱切激昂的音符貫串全曲。並以少見的五連音由高到低、強到弱，抒緩情緒歸於平靜。